# Harry Hall (cầu thủ bóng đá, sinh năm 1889)
Harry Halll là một cầu thủ bóng đá người Anh thi đấu ở vị trí inside-forward cho Southampton ở Southern League năm 1915.

## Sự nghiệp bóng đá
Hall sinh ra ở Fleckney in Leicestershire và chơi bóng với Market Harborough Town ở Leicestershire Senior League.
Hall ban đầu đá dự bị trước khi được đưa vào đội chính như là sự thay thế cho Arthur Dominy ở vị trí inside-right cho trận đấu ở Southern League với Bristol Rovers ngày 17 tháng 3 năm 1915, với đồng nghiệp tại Market Harborough George Crick ở vị trí centre-half.
Hall ở lại Southampton qua Thế chiến thứ I, có 2 lần ra sân trong thời chiến, nhưng bị giải phóng sau khi bóng đá phục hồi năm 1919.